# 2025-ös bécsi tartományi választás
A 2025-ös bécsi tartományi választást április 27-én tartották, ahol megválasztották Bécs város polgármesterét és a tartomány kormányzóját.
A választáson a legtöbb szavazatot Ausztria Szociáldemokrata Pártja (SPÖ) szerezte, így a választást megelőzően regnáló polgármester, Michael Ludwig megtartotta pozícióját. A 2020-as választásokhoz képest az Osztrák Szabadságpárt (FPÖ) népszerűsége növekedett a legnagyobb mértékben, szinte megháromszorozta az eredményét, azonban ez még így is elmarad a párt legjobb bécsi eredményétől. Az Osztrák Zöld Párt támogatottsága minimális mértékben csökkent, a NEOS 2,5 százalékpontot javított, az Osztrák Néppárt pedig hatalmas veszteségeket szenvedett. Az Osztrák Kommunista Párt (KPÖ) és a Szövetség Ausztriáért (HC) nem szerezték meg a mandátumszerzéshez szükséges szavazatarányt.
A választást követően elkezdődtek a koalíciós tárgyalások, az SPÖ csak az FPÖ-vel való együttműködést zárta ki egyből a választás után. 2025 májusának végén az SPÖ és a NEOS megegyeztek, június 3-án pedig bemutatták a koalíciós programjukat, amely nagy hangsúlyt fektet a gazdasági előrelépésre, digitalizációra, környezetvédelemre és integrációra.

## Háttér
A 2020-as bécsi tartományi választáson a részvételi arány 65,27% volt, a Covid19-pandémia következtében az eddigi legmagasabb levélszavazati aránnyal, amely a szavazásra jogosultak körében 28,34% volt. Ausztria Szociáldemokrata Pártja (SPÖ) javított a 2015-ös eredményéhez képest, és Michael Ludwig polgármestert újraválasztották. Miután 2015-ben az Osztrák Néppárt (ÖVP) történelmének legrosszabb eredményét érte el a tartományi választáson, 2020-ben megduplázta a szavazatarányát, a párt listavezetője a volt pénzügyminiszter, Gernot Blümel volt. A Zöldek 2020-ban az addigi legjobb eredményét érte el Bécsben Birgit Hebein listavezetővel, a NEOS támogatottsága Christoph Wiederkehr polgármesterjelölttel pedig kis mértékben növekedett. A 2020-as választáson a legnagyobb vereséget az Osztrák Szabadságpárt (FPÖ) szenvedte el, a szavazatarányának csaknem kétharmadát elveszítve. A párt listavezetője, Dominik Nepp az eredményt a 2019-es Ibiza-botrány következményének tartotta. Az FPÖ-ből a botrány miatt kiváló Heinz-Christian Strache által vezetett Szövetség Ausztriáért, a baloldali LINKS, a Sörpárt és a Jövő Szociális Ausztriája (BÖZ) nem szerezték meg a mandátumszerzéshez szükséges szavazatarányt.
Az SPÖ nem szerzett parlamenti többséget, így koalíciós tárgyalásokat kezdett. A párt az FPÖ-vel való együttműködést teljes mértékben elutasította, a kezdeti tárgyalások során pedig nyilvánvalóvá vált, hogy az ÖVP-vel számos témában nem ért egyet. Végül a korábbi koalíciós partner Zöld Párt helyett az SPÖ a NEOS párttal egyezett meg az együttműködésről, melyet 2020. november 16-án hoztak nyilvánosságra. November 24-én Michael Ludwigot újraválasztották, a Tartományi Parlamentben 60 szavazatot szerzett a 100-ból.

## Kampány
2025 áprilisának elején kiderült, hogy a plakátkampány második hullámára a NEOS és a Zöldek egymástól függetlenül, de ugyanolyan szlogennel ellátott plakátokat készítettek. A szlogen a „Nem csak magadnak szavazol”, (Du wählst nicht nur für dich) amely a Zöldek listavezetője szerint a Bécsben élő, de ott szavazásra nem jogosultakra, valamint a következő generációkra utal. A NEOS párt ezzel szemben a szlogent az oktatás fontosságának hangsúlyozására használja.

## Induló pártok
A következő táblázat azon pártokat tartalmazza, melyek mandátumot szereztek a 2020-as tartományi választáson.
| Név | Név   | Név                                                                                     | Ideológia                                      | Pártvezető(k)                | 2020-as eredmény  | 2020-as eredmény | 2020-as eredmény   |
| Név | Név   | Név                                                                                     | Ideológia                                      | Pártvezető(k)                | Szavazatarány (%) | Mandátumok       | Városi tanácsnokok |
| --- | ----- | --------------------------------------------------------------------------------------- | ---------------------------------------------- | ---------------------------- | ----------------- | ---------------- | ------------------ |
|     | SPÖ   | Ausztria Szociáldemokrata Pártja Sozialdemokratische Partei Österreichs                 | Szociáldemokrácia                              | Michael Ludwig               | 41,6%             | 46 / 100         | 7 / 13             |
|     | ÖVP   | Osztrák Néppárt Österreichische Volkspartei                                             | Konzervativizmus                               | Karl Mahrer                  | 20,4%             | 22 / 100         | 2 / 13             |
|     | GRÜNE | Osztrák Zöld Párt Die Grünen – Die Grüne Alternative                                    | Zöldpolitika                                   | Judith Pühringer Peter Kraus | 14,8%             | 16 / 100         | 2 / 13             |
|     | NEOS  | NEOS – Az Új Ausztria és Liberális Fórum NEOS – Das Neue Österreich und Liberales Forum | Liberalizmus                                   | Selma Arapović               | 7,5%              | 8 / 100          | 1 / 13             |
|     | FPÖ   | Osztrák Szabadságpárt Freiheitliche Partei Österreichs                                  | Nemzeti konzervativizmus Jobboldali populizmus | Dominik Nepp                 | 7,1%              | 8 / 100          | 1 / 13             |

A következő pártok mind a 17 választókerületben indulnak:
- KPÖ (Osztrák Kommunista Párt) és LINKS közös listán
- HC (Szövetség Ausztriáért)

Továbbá, a Jövő Szociális Ausztriája (SÖZ) 14, a Pro 23 für ein lebenswertes und zukunftsfittes Liesing (PRO) és a Plattform Obdachlos - Armut - Arbeitslos - Teuerung (HERZ) egy választókerületben indulnak.

## Közvélemény-kutatások

## Eredmények

A Bécsi Tartományi Parlament összetétele a választást követően

A választás napján Bécsben 1 109 936 volt a szavazásra jogosultak száma, melyből 696 345-en adták le a szavazatukat, amely 62,74%-os részvételi arányt jelent. A voksok közül 681 808 számított érvényesnek. A részletes eredmények a következőek:
| Párt | Párt                                            | Listás szavazatok | Listás szavazatarány | +/–     | Megszerzett mandátumok | +/–     |
| ---- | ----------------------------------------------- | ----------------- | -------------------- | ------- | ---------------------- | ------- |
|      | Ausztria Szociáldemokrata Pártja (SPÖ)          | 268 514           | 39,38%               | 2,24%   | 43                     | 3       |
|      | Osztrák Szabadságpárt (FPÖ)                     | 138 761           | 20,35%               | 13,24%  | 22                     | 14      |
|      | Osztrák Zöld Párt (GRÜNE)                       | 98 995            | 14,52%               | 0,28%   | 15                     | 1       |
|      | NEOS – Az Új Ausztria és Liberális Fórum (NEOS) | 68 152            | 10,00%               | 2,53%   | 10                     | 2       |
|      | Osztrák Néppárt (ÖVP)                           | 65 820            | 9,65%                | 10,78%  | 10                     | 12      |
|      | Osztrák Kommunista Párt (KPÖ)                   | 27 657            | 4,06%                | 2,00%   | 0                      | Állandó |
|      | Szövetség Ausztriáért (HC)                      | 7 533             | 1,10%                | 2,17%   | 0                      | Állandó |
|      | Jövő Szociális Ausztriája (SÖZ)                 | 5 737             | 0,84%                | 0,36%   | 0                      | Állandó |
|      | Pro 23 (PRO)                                    | 525               | 0,08%                | 0,03%   | 0                      | Állandó |
|      | Plattform Obdachlos (HERZ)                      | 114               | 0,02%                | Új párt | 0                      | Új párt |

### Választókerületek szerint
| Választókerület                  | SPÖ      | SPÖ  | FPÖ  | FPÖ  | Grüne | Grüne | NEOS | NEOS | ÖVP  | ÖVP  | Egyéb | Összes mandátum | Részvételi arány |     |   |      |
| Választókerület                  | %        | M    | %    | M    | %     | M     | %    | M    | %    | M    | Egyéb | Összes mandátum | Részvételi arány | %   |   |      |
| -------------------------------- | -------- | ---- | ---- | ---- | ----- | ----- | ---- | ---- | ---- | ---- | ----- | --------------- | ---------------- | --- | - | ---- |
| Választókerület                  | Belváros | 37,0 | 2    | 12,3 | 0     | 21,6  | 1    | 12,5 | 0    | 10,5 | 0     | Összes mandátum | Részvételi arány | 6,1 | 3 | 67,2 |
| Nyugat-Belváros                  | 36,8     | 2    | 10,0 | 0    | 24,1  | 1     | 13,5 | 0    | 9,7  | 0    | 5,9   | 3               | 72,8             |     |   |      |
| Leopoldstadt                     | 40,7     | 2    | 14,0 | 0    | 21,6  | 1     | 10,0 | 0    | 6,7  | 0    | 7,0   | 3               | 64,7             |     |   |      |
| Landstraße                       | 39,5     | 2    | 13,9 | 0    | 18,3  | 1     | 12,5 | 0    | 9,8  | 0    | 6,0   | 3               | 65,9             |     |   |      |
| Favoriten                        | 42,9     | 4    | 27,2 | 2    | 8,1   | 0     | 6,4  | 0    | 8,1  | 0    | 7,3   | 6               | 55,3             |     |   |      |
| Simmering                        | 42,9     | 2    | 33,2 | 1    | 6,0   | 0     | 5,6  | 0    | 6,4  | 0    | 5,9   | 3               | 55,0             |     |   |      |
| Meidling                         | 42,2     | 2    | 19,6 | 1    | 14,2  | 0     | 8,6  | 0    | 8,3  | 0    | 7,1   | 3               | 58,2             |     |   |      |
| Hietzing                         | 31,2     | 1    | 16,1 | 0    | 14,2  | 0     | 16,3 | 0    | 18,7 | 0    | 3,5   | 1               | 71,0             |     |   |      |
| Penzing                          | 38.5     | 2    | 18,6 | 1    | 15,7  | 0     | 10,8 | 0    | 10,9 | 0    | 5,5   | 3               | 66,4             |     |   |      |
| Rudolfsheim-Fünfhaus             | 39,9     | 1    | 15,5 | 0    | 21,9  | 0     | 7,4  | 0    | 6,4  | 0    | 8,9   | 1               | 60,4             |     |   |      |
| Ottakring                        | 39,2     | 2    | 17,6 | 0    | 18,5  | 1     | 8,5  | 0    | 8,4  | 0    | 7,8   | 3               | 63,0             |     |   |      |
| Észak-Nyugat                     | 33,8     | 1    | 13,5 | 0    | 21,4  | 1     | 13,6 | 0    | 12,0 | 0    | 5,7   | 2               | 70,8             |     |   |      |
| Döbling                          | 34,6     | 1    | 16,6 | 0    | 12,0  | 0     | 15,2 | 0    | 17,8 | 0    | 3,8   | 1               | 68,0             |     |   |      |
| Brigittenau                      | 43,6     | 1    | 19,8 | 0    | 14,5  | 0     | 7,0  | 0    | 6,8  | 0    | 8,3   | 1               | 57,1             |     |   |      |
| Floridsdorf                      | 41,9     | 4    | 29,7 | 3    | 7,7   | 0     | 7,0  | 0    | 8,2  | 0    | 5,5   | 7               | 58,8             |     |   |      |
| Donaustadt                       | 41,0     | 5    | 27,6 | 3    | 9,7   | 1     | 8,4  | 1    | 8,1  | 1    | 5,2   | 11              | 60,8             |     |   |      |
| Liesing                          | 39,7     | 2    | 23,6 | 1    | 9,8   | 0     | 10,3 | 0    | 10,9 | 0    | 5,7   | 3               | 63,1             |     |   |      |
|                                  |          |      |      |      |       |       |      |      |      |      |       |                 |                  |     |   |      |
| További mandátumok               |          | 7    |      | 10   |       | 8     |      | 9    |      | 9    |       | 43              |                  |     |   |      |
|                                  |          |      |      |      |       |       |      |      |      |      |       |                 |                  |     |   |      |
| Összesen                         | 39,4     | 43   | 20,4 | 22   | 14,5  | 15    | 10,0 | 10   | 9,7  | 10   | 6,0   | 100             | 62,7             |     |   |      |
| Forrás: Bécsi Tartományi Kormány |          |      |      |      |       |       |      |      |      |      |       |                 |                  |     |   |      |

## Fordítás
Ez a szócikk részben vagy egészben  a(z)   2025 Viennese state election című angol Wikipédia-szócikk fordításán alapul.  Az eredeti cikk szerkesztőit annak laptörténete sorolja fel. Ez a jelzés csupán a megfogalmazás eredetét és a szerzői jogokat jelzi, nem szolgál a cikkben szereplő információk forrásmegjelöléseként.